# 法蘭克·麥科米克
法蘭克·安德魯·麥科米克（英語：Frank Andrew McCormick，1911年6月9日—1982年11月21日），綽號「巴克」和「野貓」，為美國職棒大聯盟的一壘手。生涯曾效力過紅人、費城人與勇士等隊。

## 職業生涯

### 辛辛那提紅人
1934年9月11日，23歲的麥科米克登上大聯盟。該年他僅出賽12場比賽，打擊率3成13。由於球隊人才濟濟，因此1935年和1936年他都待在小聯盟。1937年球季末，麥科米克終於回到大聯盟。不過因為球隊沒有位置給他發揮，所以他又再次回到小聯盟。9月19日，他在一次的雙重賽中重返球場，而且他在比賽中一共擊出7支安打。
1938年，麥科米克取代Buck Jordan成為球隊的主力一壘手。該年他的打擊率3成27為聯盟第三，209支安打為聯盟第一，另外還有106分打點。他也拿下美聯社頒發的年度最佳新人獎。

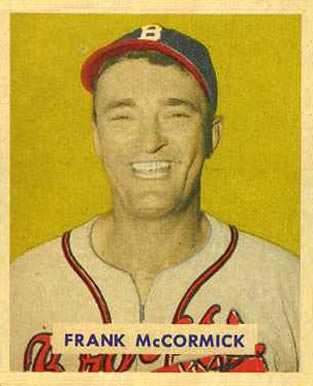
1949年的麥科米克

1939年球季，麥科米克比去年更加進步。209支安打再次奪下安打王，128分打點拿下打點王，防守率9成96也是大聯盟一壘手最高。紅人也在這一年拿下國聯冠軍。這一年的世界大賽雖然紅人被洋基4連勝橫掃，不過麥科米克在系列賽的打擊率高達4成。
1940年，麥科米克的打擊率為3成09，19轟127分打點，另外還有44支二壘安打和191支安打。他也順利拿下國聯MVP。這一年紅人再度闖進世界大賽，雖然麥科米克的打擊率只有2成14，不過紅人靠著Bucky Walters、保羅·戴林傑與Billy Werber的好表現，紅人以4勝3敗拿下世界大賽冠軍。
1941年，因為背傷的關係，所以麥科米克整年都必須穿著護背腰帶出賽。這也導致他的身手下滑，整年打擊率僅2成69，17轟97分打點。1944年，麥科米克的打擊手感有稍微回溫。整年打擊率3成05，20轟102分打點。這也是他生涯首度達成單季20轟。

### 費城人與勇士
1945年球季結束後，紅人隊進入重建期，於是他們將麥科米克交易至費城人。1946年，麥科米克達成連續138場比賽無失誤的守備紀錄。儘管守備能力出色，麥科米克的打擊能力卻是慢慢在退步。1947年球季初，他的打擊率僅2成25，這也導致他被費城人釋出。隨後他加入勇士隊。1948年球季，他的打擊率為2成50，這一年勇士拿下國聯冠軍。他在世界大賽出賽3場比賽，5個打數僅敲出一支安打。而勇士最終以2勝4敗輸給印地安人，球季結束後麥科米克被勇士隊釋出。

### 生涯成績
| 出賽場次 | 打席 | 打數 | 得分 | 安打 | 二安 | 三安 | 全壘打 | 打點 | 盜壘 | 保送 | 三振 | 打擊率 | 長打率 | 上壘率 | 觸身球 | 守備率 |
| -------- | ---- | ---- | ---- | ---- | ---- | ---- | ------ | ---- | ---- | ---- | ---- | ------ | ------ | ------ | ------ | ------ |
| 1534     | 6206 | 5723 | 722  | 1711 | 334  | 26   | 128    | 954  | 27   | 399  | 189  | .299   | .434   | .348   | 27     | .995   |

麥科米克總計13年的職棒生涯，打擊率2成99，1711支安打，128轟951分打點。生涯防守率高達9成95。他生涯拿過一次MVP，9次入選明星賽，打過3次世界大賽並拿下1次冠軍。
而他也是國聯唯三位連續3年拿下年度安打王的球員，前兩位分別是1902年至1904年的Ginger Beaumont和1920年至1922年的羅傑·霍斯比。他連續138場守備無失誤至今仍是大聯盟一壘手紀錄，而他也在1958年成為第一批入選紅人隊名人堂的球員之一。

## 外部連結
- 球員資訊和成績在MLB，ESPN，Baseball-Reference，Fangraphs（英文）